# 北越秋海棠
北越秋海棠（学名：Begonia balansana）是秋海棠科秋海棠属的植物。分布在越南北部以及中国大陆的云南等地，生长于海拔1,300米至1,800米的地区，多生长于疏林下湿处、混交林中和山谷湿处疏林下，目前已由人工引种栽培。